# Finanzamt Wangen
Das Finanzamt Wangen in Wangen im Allgäu entstand nach der Auflösung der Kameralämter in Württemberg als Nachfolgebehörde des Kameralamts Wangen. Das Finanzamt ist heute eine örtliche Behörde der Finanzverwaltung in Baden-Württemberg.
Im Jahr 1922 erfolgte die Abgabe der Liegenschaftsverwaltung an das Staatsrentamt Weingarten. Von 1943 bis 1977 war das Finanzamt Leutkirch als Außenstelle dem Finanzamt Biberach angegliedert. Seit 1974 ist das Finanzamt Wangen für einen Teil des Landkreises Ravensburg zuständig.